# Sukolilo (Jabung)
Sukolilo is een bestuurslaag in het regentschap Malang van de provincie Oost-Java, Indonesië. Sukolilo telt 5875 inwoners (volkstelling 2010).